# Mirela Roznoveanu
Mirela Roznoveanu (n. 10 aprilie 1947, Tulcea) este critic literar, eseist, romancier, poet, jurnalist, redactor de reviste, cercetător de origine română în dreptul internațional, străin și comparat.
A fost o jurnalistă dizidentă în perioada turbulentă a României comuniste de la sfârșitul anilor '80. [Constantin Ticu Dumitrescu: http://romanialibera.ro/aldine/history/zece-ani-de-la-plecarea-lui-anton-uncu-130400 ] În prezent, semnează rubrici de critică literară în revistele literare lunare Contemporanul, Ideea Europeană și Convorbiri literare. 
A urmat Facultatea de Filologie a Universității din București (1970), are un master in Știința Informației de la Institutul Pratt , New York(1996) și un Certificat în Tehnologiile Internetului, New York University (1997). A fost concediată în 1974 de la revista literară și culturală „Tomis” din Constanța, unde fusese sef de rubrica pentru că a refuzat să se înscrie la Academia Comunistă Ștefan Gheorghiu. În 1975 s-a mutat la București unde a fost colaborator permanent la emisiunile culturale ale Televiziunii Române. Între 1978 și 1989 a lucrat ca sef de rubrica la revista culturală „Magazin” publicată de ziarul „România liberă”; În aprilie 1989, în timpul procesului jurnaliștilor din „Grupul Băcanu”, a fost anchetată de Securitate, i s-a interzis accesul în incinta locului de muncă, numele ei a fost interzis în presă și a fost trimisă la munca de jos, fara drept de semnatura, la  buletinul informativ al Ministerului Sănătății, Muncitorul Sanitar; cărțile și scrierile ei au fost interzise. A făcut parte din grupul disident de jurnaliști care a preluat ziarul „România liberă” din mâinile guvernului comunist la 23 decembrie 1989, devenind primul ziar independent și anticomunist din România. A devenit publicist comentator, membră în consiliul de administrație și membră fondatoare a companiei „R” SRL. https://s18798.pcdn.co/mroznoveanu/wp-content/uploads/sites/1928/2018/01/Rege_Romania-Libera_Bacanu_Disidenta.pdf  De asemenea, a fost membră fondatoare a Aliantei Civice, cel mai important grup pro-democrație post-revoluționar. [Dan Pavel. Putem reusi doar impreuna. CAPITOLUL III: MISCARI DE REZISTENTA SI DE DIZIDENTA p. 522 Grupul de initiativa al Aliantei Civice (6 noiembrie 1990) https://www.scribd.com/doc/55574705/Dan-Pavel-Putem-Reusi-Doar-Impreuna-2#scribd]
Din 1991 trăiește în New York City, Statele Unite ale Americii. A fost distinsă cu Ordinul Național „Serviciul Credincios” în rang de Ofițer (2000) pentru contribuția cu totul deosebită adusă promovării democrației și culturii românești în lume. Premiul pentru critică al revistei Convorbiri literare, 2006. Studiul "Civilizația romanului. O istorie a romanului de la Ramayana la Don Quijote" a primit în 2008 Premiul Asociației de Literatură Comparată din România  https://www.algcr.ro/premiile-algcr/ și Premiul „Lucian Blaga“ al Academiei Române https://acad.ro/premiileAR/liste/2008.pdf

## Studii
Mirela Roznoveanu s-a născut într-o familie de intelectuali. Urmează „Liceul Mircea cel Bătrân” din Constanța (1960-1964).  În anul 1970 își ia licența în filologie la Universitatea din București, cu o lucrare de gramatică istorică. În Statele Unite, obține un Master in Science cu distincția magna cum laude, în 1996, la Pratt Institute, School of Information Science, New York și un Certificate in Internet Technologies (1997) de la New York University.

## Viața profesională

### În România
- Debutul în 1970 în Revista "Tomis" din Constanța. Devine redactor al aceleiași reviste în 1971.
- În 1974-1975 lucrează la Biblioteca Județeană Constanța, dupa ce fusese data afara de la revista pentru ca a refuzat sa urmeze Academia Stefan Gheorghiu. I se pune in vedere sa demisioneze de la biblioteca, ca sa nu fie data afara, la ordinul Consiliului Judetean de Partid Constanta.
- Între 1975-1978 colaborează la emisiunile culturale ale Televiziunii Române din București in calitate de colaborator permanent.
- Între 1978-1989 lucrează ca redactor principal la revista "Magazin" editată de ziarul "România Liberă".
- Publică critică literară în revistele Luceafărul", Contemporanul", România Literară", Convorbiri Literare" , Viața Românească", etc.
- În 1978 publică la Editura "Cartea Românească" volumul Lecturi moderne, propusă pentru premiul de debut al Uniunii Scriitorilor.
- În aprilie 1989 este „transferată disciplinar” la Ziarul "Muncitorul Sanitar", în urma  așa-zisului “proces al ziariștilor” din “Grupul Băcanu”.
- Între 25 decembrie 1989 și 31 ianuarie 1991, este publicist-comentator la Ziarul "România Liberă", membru în Consiliul de Conducere și membru fondator al Societății “R”.
- Face parte din grupul de ziariști care în 23 decembrie 1989 scoate ziarul "România Liberă" de sub tutela administrației comuniste, transformându-l în primul ziar independent și anticomunist din România.
- Este membru fondator si face parte din Grupul de inițiativa al Alianței Civice[6]. https://vetiver2.wordpress.com/2020/03/18/membru-fondator-al-aliantei-civice/

### Misiuni diplomatice speciale
- Îndeplinește misiuni speciale la Versoix, Elveția (mai 1990) unde Regele Mihai îi acordă un interviu.
- Alte misiuni diplomatice: 
  - Innsbruck, Austria (iulie 1990) ca invitată a Consiliului Europei pentru audieri privind situația României după invazia minerilor din iunie 1990  Arhivat în 30 septembrie 2017, la Wayback Machine.
  - New York și Washington, (iulie-august 1990)[7]

### În Statele Unite ale Americii
- În ianuarie 1991 se stabilește în orașul New York.
- Colaborează la Voice of America, Lumea Liberă Românească, Origini.
- În 1996 devine membru al Facultății de Drept a New York University (NYU), în funcția de cercetător în dreptul internațional și comparat, având gradul academic de profesor asistent. Este invitată să predea cercetare în dreptul internațional, străin și comparat la Facultatea de Drept din Yerevan, Armenia,  la Constitutional and Legal Policy Institute of the Open Society Institute în Budapesta; la Moscova, la Riga Graduate School of Law într-un program oraganizat de Constitutional and Legal Policy Institute din Budapesta, la International Legal Institute/The Open Society Justice Initiative în Budapesta, în Brazilia la Federal Senate Legal Information Services  etc. Arhivat în 30 septembrie 2017, la Wayback Machine.
- În 2005 infiinteaza revista GlobaLex, jurnal online de cercetare juridică, publicat de NYU Hauser Global Program (Web site-ul jurnalului) al carei redactor sef este, și cercetător cu gradul de profesor asociat. (Her status as a tenured, full time faculty member of the NYU School of Law is Associate Curator: International and Foreign Law Librarian. )

### Afiliații profesionale
- Mirela Roznoveanu este membră a Uniunii Scriitorilor din România
- Membră PEN România
- Membră a The Academy of American Poets,
- Membră a The American Society of International Law,
- Membră a Beta Phi Mu Theta Chapter.

## Volume publicate și contribuții în volume
- Lecturi moderne (eseuri, 1978)
- Dumitru Radu Popescu (monografie critică, 1981)
- Civilizația romanului (Eseu despre romanul universal; volumul I - 1983, volumul II - 1991)
- Totdeauna toamna (roman, 1988)
- Viața pe fugă (roman, 1997)
- Învățarea lumii (poeme, 1997)
- Platonia (roman, 1999)
- Timpul celor aleși (roman, 1999)
- Toward a Cyberlegal Culture (Către o cultură juridică virtuală. Eseuri, Transnational Publishers, 2001, ediția   a 2-a, 2002)
- Born Again – in Exile (M-am născut a doua oară în exil, poeme, 2004)
- The Life Manager and Other Stories (Administratorul vieții și alte povestiri, 2004).
- Postfață la volumul de poeme 9 Underwor(l)d 0: Desolation Paradise & Subtexts by William James Austin, Koja Press, 2006.
- The Poems and the Poet. A multimedia companion to Born Again -- in Exile (DVD). Eastern Shore Productions, (2007)
- Elegies from New York City, Koja Press, (2008)
- Civilizatia romanului. O istorie a romanului de la Ramayana la Don Quijote, Editura Cartex, (2008) Premiul pentru literatură comparată 2008 al Asociației de Literatură Generală și Comparată din România si premiul Lucian Blaga al Academiei Române.[8].
- Old Romanian Fairy Tales. Translated by Mirela Roznoveanu. Exlibris, 2012.
- Old Romanian Fairy Tales. Second revised edition. Translated by Mirela Roznoveanu. Exlibris, 2013.
- Life On the Run. A novel. Xlibris, 2018 – Traducerea romanului Viata pe fugă
- A Magic Journey to Things Past. Memoir. Xlibris, 2019.
- Epic Stories. Xlibris, 2020.
- Vlachica: Mountaintops above a Stormy Sea of Contending Empires. Xlibris, 2021.

## Premii
- În 2013 a fost distinsă cu premiul AALL-FCIL SIS
- În 2015 a fost distinsă cu Premiul pentru Publicații Reynolds & Flores
- Pe 14 decembrie 2000 a fost decorată cu Ordinul Național Serviciul Credincios în grad de ofițer[3]
- În 2006 Premiul pentru critică literară al Convorbirilor literare
- În 2008 premiul Societății Române de Literatură Comparată pentru Civilizatia romanului. https://www.algcr.ro/premiile-algcr/
- În 2008 premiul Academiei Române pentru Civilizația romanului: O istorie a romanului de la Ramayana la Don Quijote[9]